# (12694) Schleiermacher
(12694) Schleiermacher est un astéroïde de la ceinture principale.

## Description
(12694) Schleiermacher est un astéroïde de la ceinture principale. Il fut découvert le 7 mars 1989 à Tautenburg par Freimut Börngen. Il présente une orbite caractérisée par un demi-grand axe de 3,26 UA, une excentricité de 0,08 et une inclinaison de 0,5° par rapport à l'écliptique.

## Compléments